# Лчап
Лчап (арм. Լճափ) — село в Гехаркуникской области Армении.

## География
Село расположено в северо-западной части марза, на северо-западном берегу озера Севан, при автодороге , на расстоянии 20 километров к северо-западу от города Гавар, административного центра области. Абсолютная высота — 1930 метров над уровнем моря.
Климат
Климат характеризуется как умеренно холодный, влажный (Dfb в классификации климатов Кёппена). Среднегодовая температура воздуха составляет +5,5 °C. Средняя температура самого холодного месяца (января) составляет −4,9 °С, самого жаркого месяца (августа) — +15,9 °С. Расчётная многолетняя норма атмосферных осадков — 1015 мм. Наибольшее количество осадков выпадает в мае (150 мм).

## Население
Численность постоянного населения по состоянию на 1 января 2023 года составляла 1182 человека.
| Год переписи | Население          | Население          | Население          | Население            | Население            | Население            |
| Год переписи | Наличное население | Наличное население | Наличное население | Постоянное население | Постоянное население | Постоянное население |
| Год переписи | Всего              | Мужчины            | Женщины            | Всего                | Мужчины              | Женщины              |
| ------------ | ------------------ | ------------------ | ------------------ | -------------------- | -------------------- | -------------------- |
| 2001         | 1039               | 516                | 523                | 1107                 | 559                  | 548                  |
| 2011         | 863                | 412                | 451                | 982                  | 517                  | 465                  |

| Год  | Численность | Численность |
| ---- | ----------- | ----------- |
| 1831 | 108         | [ 8 ]       |
| 1873 | 380         | [ 9 ]       |
| 1897 | 696         | [ 8 ]       |
| 1926 | 441         | [ 8 ]       |
| 1939 | 867         | [ 8 ]       |
| 1959 | 816         | [ 8 ]       |
| 1970 | 857         | [ 8 ]       |
| 1979 | 842         | [ 8 ]       |
| 1989 | 954         | [ 8 ]       |
| 2001 | 1107        | [ 8 ]       |
| 2011 | 982         | [ 10 ]      |